# (464395) 2016 BP12
(464395) 2016 BP12 es un asteroide perteneciente al cinturón de asteroides, descubierto el 29 de enero de 1998 por el equipo Spacewatch desde el Observatorio Nacional de Kitt Peak (Arizona, Estados Unidos).